# Caixa Manlleu (Manlleu)
La Caixa Manlleu és un edifici de Manlleu (Osona) inclòs a l'Inventari del Patrimoni Arquitectònic de Catalunya.

## Descripció
Es tracta d'un edifici amb façana a la plaça Sant Bernardí i al carrer Sant Jordi, amb planta baixa porticada i dues plantes pis, antiga seu de la Caixa de Manlleu, posteriorment fusionada esdevenint Unnim i poc més tard sent absorbida per BBVA. La façana està composta per cinc eixos verticals, cadascun dels quals formats per una arcada a la planta baixa i una obertura a cada planta pis. En la primera planta les tres obertures centrals es troben unides per un balcó continu amb barana de barrots senzills, mentre que en la planta segona s'alternen les finestres i les balconeres amb llosa individual de balcó.